# Sinabelkirchen
Sinabelkirchen é um município da Áustria, situado no distrito de Weiz, no estado da Estíria. Tem 37,19 km² de área e sua população em 2019 foi estimada em 4.263 habitantes.